# Rosemère
Rosemère – miasto w Kanadzie, w prowincji Quebec, w regionie Laurentides i MRC Thérèse-De Blainville. Leży nad rzeką Rivière des Mille Îles. Nazwa miasta pochodzi z języka angielskiego, a nie z francuskiego („rose” znaczy po francusku róża, a „mère” matka) i oznacza różane jezioro (od „rose” - róża i archaicznego „mere” - jezioro). Rosemère jest jednym z niewielu miast w Quebecu z oficjalnym statusem miasta dwujęzycznego (obowiązują języki francuski i angielski).
Liczba mieszkańców Rosemère wynosi 14 173. Język francuski jest językiem ojczystym dla 76,3%, angielski dla 14,4% mieszkańców (2006).